# Paperino e la valle proibita
Paperino e la valle proibita (Forbidden Valley), nota al pubblico italiano anche con il titolo Paperino e la carica dei dinosauri, è una storia dell'autore statunitense Carl Barks, pubblicata per la prima volta nel luglio del 1957.

## Trama
Paperino parte alla ricerca di insetti rari che servono per liberarsi dei parassiti dei cetrioli, portando con sé i suoi nipotini. Un porcello malvagio di nome McSwine possiede un magazzino di cetrioli sottaceto da vendere dopo essersi liberato della concorrenza, perciò segue Paperino facendo di tutto per mettergli i bastoni fra le ruote.